# Syrphoctonus tarsatorius
Syrphoctonus tarsatorius là một loài tò vò trong họ Ichneumonidae.